# Der Kampf als inneres Erlebnis

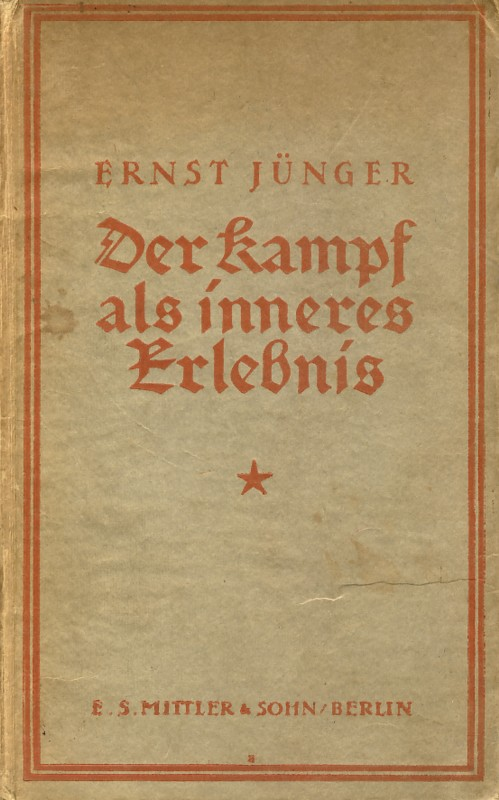
Bokens förstaupplaga.

Der Kampf als inneres Erlebnis ("Striden som inre upplevelse") är en bok från 1922 av den tyske författaren Ernst Jünger. I fjorton kapitel skrivna i expressionistisk stil bearbetar Jünger sina upplevelser från första världskriget. Till skillnad från I stålstormen som är en yttre skildring av kriget avhandlar denna essä själva företeelsen krig och vad det innebär för människan. Jünger framställer striden och i förlängningen kriget som det yttersta ställningstagandet för en idé och som en karaktärsbyggande upplevelse.
Hans inspirationskällor är romantiska verk som Novalis Blüthenstaub, Friedrich Nietzsches Om moralens härstamning och Bortom gott och ont, och expressionistiskt tankegods som Kasimir Edschmids essäer. Helmuth Kiesel beskriver i sin Jüngerbiografi Der Kampf als inneres Erlebnis som "ett anmärkningsvärt dokument över en tankemässigt forcerad och litterärt ambitiös uppgörelse med traumat från första världskriget".